# Федорцов, Андрей Альбертович
Андре́й Альбе́ртович Федорцо́в (род. 13 августа 1968, Ленинград) — российский актёр театра, кино и телевидения. Заслуженный артист Российской Федерации (2010), соведущий передачи «Главная дорога» на телеканале «НТВ».

## Биография
Родился 13 августа 1968 года в Ленинграде. В 1983 году окончил 8 классов средней школы № 79 имени А. А. Брянцева (подшефной школы Ленинградского Театра Юного Зрителя). В 1986 году окончил СПТУ-64 (ныне Морской технический колледж имени адмирала Д. Н. Сенявина). Мореходное училище закончил с красным дипломом и стал рулевым мотористом на Валааме. Отслужил срочную службу в Советской армии в железнодорожных войсках (61-й научно-исследовательский испытательный институт железнодорожных войск).
Работал администратором в рок-клубе, рабочим по обслуживанию здания, машинистом сцены, сотрудником зоомагазина, руководил оптовым складом, издавал поэтический журнал. С 1990 по 1992 год учился в русско-итальянской Фермерской школе в городе Пьяченца.
С 1993 года служил актёром Киностудии «Ленфильм», не имея профессионального образования. 
В 1996 году работал директором Санкт-Петербургского филиала фирмы «Зоосервис» в городе Калуга. В том же году с успехом окончил Санкт-Петербургскую театральную академию (курс Д. Х. Астрахана).
Получил популярность благодаря главной роли в сериале «Убойная сила», первый сезон которого был показан в марте 2000 года.
Некоторое время служил в Театре Комедии им. Н. П. Акимова (где запомнился и полюбился зрителям в роли Конька-Горбунка в одноимённом спектакле).
22 декабря 2007 года впервые появился в телепрограмме НТВ «Главная дорога» в качестве гостя. С 26 января 2008 года — постоянный соведущий (вместе с Денисом Юченковым).
С 2010 года — актёр Театра эстрады имени А. И. Райкина.
В 2012 году снимался в скетчкоме «Анекдоты» на телеканале «Перец».

## Признание и награды
- Заслуженный артист Российской Федерации (11 августа 2010 года) — за заслуги в области искусства[1]
- Медаль ордена «За заслуги перед Отечеством» II степени (28 марта 2019 года) — за большой вклад в развитие отечественной культуры и искусства, средств массовой информации, многолетнюю плодотворную деятельность[9]
- Орден «За заслуги в культуре и искусстве» (22 апреля 2024 года) — за большой вклад в развитие отечественной культуры и искусства, многолетнюю плодотворную деятельность[10]

### Другие награды
1. 1997 год — г. Москва VIII Международный фестиваль актёров кино «Созвездие»−1997. Лауреат фестиваля в номинации «Лучшая эпизодическая мужская роль»: х/ф «БРАТ» режиссёр — Алексей Балабанов. Президент к/ф Е. С. Матвеев.
2. 2000 год — г. Москва Академия Российского Телевидения. Диплом победителя национального телевизионного конкурса «ТЭФИ-2000» номинация «телевизионный художественный игровой сериал» «УБОЙНАЯ СИЛА» ОАО «ОРТ». Студия «Момент Президент АРТ» — В. В. Познер.
3. 2000 год — г. Москва. Из Приказа Министерства Внутренних Дел: «За активное участие в формировании позитивного имиджа правоохранительных органов и большой творческий вклад, в создание положительного образа сотрудника милиции телесериале „Убойная сила“ и премировать наручными часами „Полёт“».
4. 2001 год — г. Санкт-Петербург. Городская премия в области культуры «Люди нашего города». Оргкомитет Городской премии в области культуры, Российская Академия Наук. Номинация — «Актёр кино и телевидения года».
5. 2002 год — г. Архангельск. Лауреат фестивалей телевизионного художественного кино «Сполохи»-2002 год, «Виват, кино России!». «Убойная сила»[что?]
6. 2003 год — г. Санкт-Петербург. Президиум Межрегионального движения «ПРИОРИТЕТ» Всероссийского Общественного Совета Заслуженных Деятелей России. Удостоен почётного звания «Человек года России» в Номинации «Артист Года». С занесением имени в «Книгу почёта и чести России» (летопись славных имён и деяний во имя России).
7. 2004 год — г. Санкт-Петербург. ХII Всероссийский к/ф «Виват кино России!». Приз «За Лучшую мужскую роль» в х/ф «ЕГЕРЬ». Президент к/ф Л. Ф. Шукшина.
8. 2004 год — г. Москва. Международный Фестиваль «Закон и общество». Победителю в номинации «Антигерой» х/ф «ЕГЕРЬ». Председатель жюри А. А. Вайнер.
9. 2005 год — г. Санкт-Петербург. ХII Фестиваль комедийного кино и юмора «Золотой Остап». Лауреат в номинации «Лучшая мужская комедийная роль»: х/ф «О любви в любую погоду». Президент РАЮ А. А. Ширвиндт.
10. 2006 год — г. Благовещенск. Приз IV Российского Кинофорума «Амурская Осень». В номинации «За лучшую роль второго плана»: спектакль «Мастер и Маргарита». Председатель жюри Л. К. Дуров.
11. 2007 год — г. Минск. Лауреат XIV Минского Международного Кинофестиваля «Листопад». «За яркое воплощение в киноискусстве образов мужества и героизма, верности долгу и принципам чести»: х/ф «Чаклун и Румба».
12. 2008 год — г. Чебоксары. I Международный Фестиваль Патриотического кино «На Волжском рубеже». Приз «Золотая Анне» х/ф «Чаклун и Румба». Председатель жюри игрового кино Л. И. Хитяева.
13. 2008 год — Артек, 16-й Международный Детский Кинофестиваль. Приз «За Лучшую мужскую роль». «Кинокораблик» — как «Самый увлекательный фильм» х/ф «Чаклун и Румба». Президент к/ф В. С. Лановой.
14. 2008 год — г. Волоколамск. Международный Фестиваль военно-патриотического фильма им. С. Ф. Бондарчука «Волоколамский Рубеж». Приз «За мастерское создание образа русского солдата в х/ф „Чаклун и Румба“». Президент к/ф — И. К. Скобцева-Бондарчук.
15. 2008 год — г. Москва. Государственная инспекция безопасности дорожного движения ГУВД г. Москвы[что?]. ТВ программу «Главная Дорога»[что?]. За активную работу по пропаганде Безопасности дорожного Движения.
16. 2009 год — г. Москва. Международный Фестиваль Детективных Фильмов и телепрограмм правоохранительной тематики «Детектив ФЕСТ» «Закон и Общество» в номинации «Безопасность на дорогах» — ТВ программу «Главная Дорога».
17. 2009 год — г. Санкт-Петербург — Лига ветеранов РУБОП. Благодарность «За пропаганду положительного образа сыщика Российской милиции, внося неоценимый вклад в укрепление законности и правопорядка в России». Генерал-майор милиции С. Ф. Сидоренко.
18. 2010 год — г. Москва — из приказа Министерства внутренних дел. Благодарность за профессионализм, активную гражданскую позицию в деле обеспечения безопасности дорожного движения и в связи с 5-летием программы «Главная Дорога».

## Фильмография
| Год       |     | Название                                                      | Роль |
| --------- | --- | ------------------------------------------------------------- | --- |
| 1993      | ф   | Ты у меня одна                                                | студент, один из друзей молодого Жени Тимошина                                                                           |
| 1995      | ф   | Всё будет хорошо                                              | приятель Коли |
| 1997      | ф   | Брат                                                          | Степан, радиорежиссёр |
| 1998      | ф   | Горько!                                                       | родственник на свадьбе                                                                                                   |
| 1998—1999 | с   | Улицы разбитых фонарей 2                                      | Бондаренко (3-я серия. «Контрабас»)                                                                                      |
| 2000—2005 | с   | Убойная сила (сезоны 1—6)                                     | лейтенант (со 2-го сезона старший лейтенант) милиции Василий Иванович Рогов                                              |
| 2000      | ф   | Особенности национальной охоты в зимний период                | Олег Пятаков, помощник Ольги Валерьевны Маслюк, начальницы сектора министерства экологии                                 |
| 2000      | ф   | Империя под ударом                                            | Покотилов |
| 2002      | ф   | Русский спецназ                                               | Фёдор, «Мозгоклюй», чёрный следопыт                                                                                      |
| 2003      | ф   | Колхоз интертейнмент                                          | Фёдор Вороненков, режиссёр                                                                                               |
| 2003      | ф   | С Новым годом! С новым счастьем!                              | Имя персонажа не указано                                                                                                 |
| 2004      | ф   | Спецназ по-русски 2                                           | Фёдор, «чёрный археолог»                                                                                                 |
| 2004      | ф   | Сорочинская ярмарка                                           | Москаль |
| 2004      | ф   | Егерь                                                         | Лёнчик |
| 2004      | ф   | Пираты Эдельвейса / Edelweisspiraten                          | Йозеф Молл |
| 2004      | ф   | О любви в любую погоду                                        | Жбан |
| 2004      | ф   | Тайна «Волчьей пасти»                                         | дядя Коля |
| 2004      | ф   | Золотая медуза                                                | Фёдор, «чёрный следопыт»                                                                                                 |
| 2004      | ф   | Четыре таксиста и собака                                      | охранник в таксопарке |
| 2004      | кор | Киножурнал «Фитиль», Выпуск № 17 (новелла «Тир-терапия»)      | маляр в тире |
| 2004—2006 | с   | Осторожно, Задов!                                             | человек с гвоздями (1 сезон: 2 серия) / прапорщик Приходько (с 3 серии 1 сезона)                                         |
| 2005      | ф   | Время собирать камни                                          | Василий Мухин |
| 2005      | ф   | Здравствуйте, мы — ваша крыша!                                | Викентий |
| 2005      | с   | Мастер и Маргарита                                            | член домоуправления Пятнажко                                                                                             |
| 2005      | ф   | Новогодний киллер                                             | Вадик Судьин |
| 2006      | ф   | Четыре таксиста и собака-2                                    | Толик |
| 2006      | с   | Провинциальные страсти                                        | Имя персонажа не указано                                                                                                 |
| 2006—2007 | с   | Zадов in Rеалити                                              | прапорщик Приходько |
| 2006      | ф   | Вы не оставите меня                                           | директор театра |
| 2006      | с   | Викинг                                                        | полковник Осипов, прокурор гарнизона                                                                                     |
| 2006      | с   | Большие девочки                                               | милиционер |
| 2006      | ф   | По этапу                                                      | офицер НКВД |
| 2007      | ф   | Ветка сирени                                                  | продюсер |
| 2007      | ф   | Заговор                                                       | министр внутренних дел Алексей Хвостов                                                                                   |
| 2007      | ф   | Бог печали и радости                                          | незнакомец |
| 2007      | с   | Братья                                                        | Александр Иванович Воробьёв                                                                                              |
| 2007      | ф   | Профессор в законе                                            | Дима Дурко |
| 2007      | ф   | Особенности национальной подлёдной ловли, или Отрыв по полной | Антон Голявкин |
| 2007      | ф   | Александр. Невская битва                                      | юродивый Корнилий |
| 2007      | ф   | Дело было в Гавриловке                                        | Чудинов |
| 2007      | ф   | Чаклун и Румба                                                | сапёр Фёдор Чаклун |
| 2008      | ф   | Ответь мне                                                    | Андрей Ухов |
| 2008      | ф   | Волшебник                                                     | Гуров |
| 2008      | ф   | Краповый берет                                                | Серёга |
| 2008      | с   | Золото Трои                                                   | Разыграев |
| 2008      | ф   | Опасная комбинация                                            | Миша |
| 2007—2014 | с   | Литейный                                                      | Андрей Ухов («Моцарт»), майор милиции / подполковник милиции / полковник ФСБ, сотрудник специального отдела (все сезоны) |
| 2008      | ф   | Мёртвые души                                                  | Андрей Ухов |
| 2008      | ф   | Только вперёд!                                                | Ухов по кличке «Пижон»                                                                                                   |
| 2008      | ф   | Родительский день                                             | Имя персонажа не указано                                                                                                 |
| 2009      | ф   | Фокусник                                                      | Антон Горелов |
| 2009      | ф   | Укрощение строптивых                                          | Фёдор, бойфренд Марины                                                                                                   |
| 2009      | ф   | Стерва                                                        | Усач |
| 2009      | с   | Глухарь. Приходи, Новый год!                                  | Андрей Ухов |
| 2010      | ф   | Фокусник 2                                                    | Антон Горелов |
| 2010      | с   | Лиговка                                                       | Фёдор Петрович, фининспектор                                                                                             |
| 2010      | с   | Страховщики                                                   | Леонид Ветров, детектив страховой компании                                                                               |
| 2010      | ф   | Вопрос чести                                                  | Андрей Ухов |
| 2011      | ф   | Пять невест                                                   | майор Выхристюк |
| 2012      | ф   | Мамы (новелла «Ведущая»)                                      | Алексей Сергеевич Ванин, мэр Копейска                                                                                    |
| 2012      | ф   | Тот ещё Карлосон!                                             | школьный психолог |
| 2012      | ф   | Мужчина с гарантией                                           | работник ЗАГСа |
| 2012      | ф   | День додо                                                     | уголовник «Шар» |
| 2012      | ф   | Каминный гость                                                | Леонид Разумейчик |
| 2012      | ф   | Перцы                                                         | камео |
| 2012—2013 | с   | Анекдоты                                                      | разные роли |
| 2013      | ф   | Что творят мужчины!                                           | помощник организатора конкурса                                                                                           |
| 2014      | ф   | Тайна четырёх принцесс                                        | стражник |
| 2014      | ф   | Гена Бетон                                                    | бандит по кличке «Ирокез»                                                                                                |
| 2014      | ф   | Чемпионы                                                      | Имя персонажа не указано                                                                                                 |
| 2014      | ф   | Лёгок на помине                                               | врач-психиатр |
| 2014      | ф   | Корпоратив                                                    | Леонид |
| 2014      | ф   | Ёлки лохматые                                                 | водитель автобуса |
| 2015      | ф   | 12 месяцев. Новая сказка                                      | Сентябрь |
| 2015      | ф   | Приличные люди                                                | один из тех, кто въехал в машину главных героев                                                                          |
| 2016      | ф   | Кризис нежного возраста                                       | тренер Юли по баскетболу                                                                                                 |
| 2020      | ф   | Номер один                                                    | маляр |
| 2020      | ф   | 257 причин, чтобы жить                                        | Александр Коротков, отец Жени и Сони                                                                                     |
| 2020      | ф   | #СеняФедя                                                     | Андрей Арсеньевич Чуганин, отец Сени, бывший заключённый                                                                 |
| 2021      | ф   | Честный развод                                                | друг Гены |
| 2021      | ф   | Полицейское братство                                          | Незабудкин, писатель |
| 2022      | с   | 1703                                                          | Порфирин, подполковник полиции                                                                                           |
| 2023      | с   | Актрисы                                                       | отец Коли |
| 2023      | с   | Ира                                                           | отец Иры |
| 2023      | с   | Политех                                                       | историк |
| 2024      | с   | Как друзья Захара женили                                      | папа Захара |
| 2024      | с   | Жыыызнь                                                       | Имя персонажа не указано                                                                                                 |
| 2024      | с   | Морозко                                                       | Вениамин, дедушка Риты                                                                                                   |
| 2024      | ф   | Культурная комедия                                            | Имя персонажа не указано                                                                                                 |
| 2024      | с   | Разделенная семья                                             | Имя персонажа не указано                                                                                                 |
| 2024      | ф   | Спасение капитана Максимова                                   | Имя персонажа не указано                                                                                                 |

## Озвучивание мультфильмов
2000 — Сочинушки

## Семья
- Мать — Светлана Николаевна Федорцова — врач-терапевт.
- Отец — Альберт Митрофанович Федорцов — инженер-электромеханик.
- Сестра — Анна Альбертовна Федорцова.
- Фактическая жена — Мария[18].
  - Сын — Михаил Андреевич Федорцов.
- Фактическая жена — Екатерина.
  - Дочь — Варвара Андреевна Федорцова (род. 2008), её крёстная мать — актриса Анастасия Мельникова.
- Жена — Екатерина Федорцова, выпускница художественного училища.
  - Дочь — Ксения Андреевна Федорцова.
  - Дочь — Дарья Андреевна Федорцова[19].

### Интервью
- «Я никогда не был женат» (7 декабря 2004)
- Андрей Федорцов расписывает всё по дням (24 февраля 2006)